# 소비자학
소비자학(Consumer Science)은 소비 및 소비자와 관련된 내용을 다루는 학문 분야이다.

## 소비의 정의
소비란 “생활의 영위를 위하여 상품이나 서비스를 구매하고 사용하는 모든 과정...계획, 구매, 사용, 처분까지 모두 포함”이라고 정의한다.
이승신과 김시월 (2004)에 따르면 수렵채집과 유목사회때는 생존 영위가 목적이어서 특별히 소비 행위는 없었고 농경사회때는 소유하고 축적하는 것이 소비였으며 산업 사회 이후로는 사용과 처분이 소비라고 했다. 소비 욕구 형태를 보면 수렵채집과 유목사회에서는 욕구라기 보다는 필요가 전부였고 농경사회에서는 주변적인 시장에서 생존에 필요한 식품을 구매하는 형태였다. 산업사회에서는 고차원적이고 다양한 욕구의 모습을 보였고 탈산업사회에서는 개성화된 고도화된 욕구형태를 가지고 있었다.
시대별로 소비의 변화를 보면 전통사회의 소비는 존재를 실현하기 위해서 물품을 사용하는 것이었고, 산업자본주의 사회의 소비는 소유를 위한 상품의 구매라 하였고, 후기 산업주의의 소비는 이미지 산출, 자신을 타인과 구별하는 행위, 상품을 통한 자아 추구로 볼 수 있다.

## 소비자의 종류
채정숙, 유두련, 김정희에 의하면 “일반적으로 소비자 (consumer)란 소비생활을 위하여 상품이나 서비스를 구매하고 사용하는 모든 자연인...넓은 의미에서 소비자는 개인뿐만 아니라 가계, 학교, 정보부와 같은 조직도 포함된다” (p.75).
구매행위의 특성에 따라 소비자를 습관적 결정형 소비자, 인지적 소비자, 가격 인지적 소비자, 충동적 소비자, 정서적 소비자, 미분류 소비자로 분류 할 수 있다 (Woods, 1960: 허경옥, 2011에서 재인용). 그리고 허경옥 (2011)에 의하면 구매 태도에 따라 경제적 소비자, 사교적 소비자, 도의적 소비자, 무관심한 소비자로 구분할 수 있다. 물론 연령에 의해서 배 속의 아기, 아동 소비자, 청소년 소비자, 성인 소비자, 노인 소비자로 분류할 수 있다.

## 연혁

### 소비자 행동론
소비자 행동(consumer behavior)이란 소비자가 자신의 욕구를 충족 시킬 것으로 기대하는 제품이나 서비스를 탐색, 구매, 사용, 평가, 처분하는 과정으로써 소비 항목들에 돈, 시간, 노력등을 어떻게 사용하기로 결정하는 것이다.
소비자의 행동에 영향을 줄 수 있는 요소들을 최윤홍과 임창욱 (2004)에 따르면 소비자 행동에 영향을 미치는 요소들을 내적 요소와 외적 요소로 나눌 수 있다. 내적 요소로는 감각, 주의, 동기, 지각, 기억, 감정이 있다. 외적 요소로는 문화, 사회계층, 준거집단 (개인이 자신의 판단, 신념, 행동을 결정하는데 준거(reference) 내지는 기준으로 사용하는 집단), 가족이 있다.

### 소비 문화
소비문화는 “어떤 특정 집단의 소비 생활과정에서 나타나는 현상으로 재화나 서비스의 유형, 소비행위유형, 소비에 대한 공통된 사고 방식, 그리고 이들로 이루어진 소비생활 양식”이다. 소비 문화는 offline 소비문화와 online소비문화로 나눌 수 있다. 오늘날의 소비문화가 다양해지고 글로벌화되는 면에서는 긍정적 측면도 있지만 윤리적면에서 잘못된 소비문화도 상당히 많다. 그래서 소비자를 보호하는 법이 많이 생겨나고 강화될 수 밖에 없다.

### 소비와 윤리
사회는 정보화, 국제화, 고령화, 개성화, 고도 정밀화가 될 것이다. 이러한 변화는 소비생활 환경에 큰 영향을 미치게 되고 소비자는 offline과 online의 소비 환경에 적응하기가 쉽지 않다. 이러한 시대에서 소비자가 안전하게 소비를 하기 위해서는 소비자의 합리적인 선택 여건이 조성되어야 한다. 그러기 위해선 소비자의 선택권 보장을 위한 정보제공의 강화, 불공정 약관 통용방지 및 표준약관의 보급확대, 특수 판매 분야의 소비자 권리 강화, 전자 상거래 소비자 피해의 예방과 구제 대책이 추진되어야 한다.
소비자 안전 확보를 위한 제도 정비 및 보강이 있어야 하고, 피해 구제제도의 선진화를 통한 소비자 권익의 보장, 소비자 및 소비자 단체의 자주적 역할 신장, 국제 협력 체계의 구축을 통한 소비자이익의 실현이 병행되어야 한다 (강창경, 정순희, 허경옥, 2003).
정부는 소비자와 사업자간에 수많은 분쟁을 민사소송뿐 아니라 화해, 조정, 중재등 대체적 분쟁 해결 방법을 허용하고 있다. 독립적인 준사법기구로 소비자 분쟁조정위원회는 다음과 같은 분쟁 조정의 절차를 가지고 있다. 먼저 분쟁 조정 신청을 하고, 소비자 분쟁 조정위원회는 조정 신청을 받은 날로부터 30일 이내에 분쟁조정을 하며, 성립된 분쟁 조정의 효력은 민사 소송법상 ‘확정판결’과 동일한 효력을 발휘하게 된다.

### 소비자학 역사
허경옥 (2011)에 의하면 소비자학은 “소비자를 연구대상으로 하는 학문이다...소비자를 연구하기 위해서는 소비자뿐만 아니라, 소비자를 둘러싸고 있는 사회 환경도 연구 대상으로 해야 하며 소비자와 환경과의 상호 관계 역시 연구대상으로 삼아야 한다... 소비자와 이를 둘러싼 환경과의 관계를 종합적으로 연구하는 통합적 학문이면서 동시에 응용학문”이다.
미국의 가정학 (Home Economics)은 1862년 Morill법의 제정으로 대학의 설립이 이루어진 후 초기에는 가사, 재봉, 요리등의 강의로 시작하였으며 에너지와 자원의 절약을 연구하였다 (문정숙, 이영애, 최은히, 송태희, 홍미경, 이의선, 임수지, 2010).
한국 소비자학의 역사는 1983년에 처음으로 숙명여대 소비자경제학과가 신설되고 몇 년 뒤인 1987에 서울대에서 가정관리학과가 소비자 및 아동학과로 명칭 개편되면서 소비자학이 대학에서 독립적인 학문 분야로 자리 잡게 되었다. 소비자학과를 가진 대학은 이화여대, 가톨릭대, 충북대, 인하대, 인천대가 있다. 소비자학과 관련한 학과를 가진 학교들은 다음과 같다 ;소비자 아동학부 서울대학 가족 소비자학과 성신여자 대학교, 생활 문화 소비자학과 성신 여자 대학교, 소비자 경제학 숙명 여자 대학교, 소비자 정보학과 계명대학교, 소비자 생활 정보 충남대학교, 소비자 주거학과 상명대학교.

### 소비자 경제학
소비자 경제학은 “소비자와 소비자를 둘러싸고 있는 외부환경과의 상호작용을 연구하고 사회적, 심리적, 정치적, 생태학적 상황을 종합적으로 고려하면서 시장과 비시장활동을 경제적으로 분석하는 학문”이다.
1940년대 1950년대의 가정학 분야에서는 소비자 문제의 자각과 관심에 대한 연구가 많이 이루어졌다. 나아가 가계내의 소비와 전체 국가경제 체제와의 상호 관계 및 가계 경제 복지에 영향을 미치는 사회 경제적 요인들과의 관계를 규명하려고 노력을 하였다. 1960년대는 K. Lancaster가 등장한다. 전통적 이론에 의하면 합리적인 행동을 하는 개인은 효용을 증가시키기 위해 재화의 소비를 증가시킨다는 효용함수를 따른다.
하지만 Lancaster는 소비자가 구매하는 것은 제품 그 자체가 아니라 제품을 구성하는 속성이라고 말한다. 예를 자동차 구매에서 소비자는 자동차의 특성인 디자인, 색상, 옵션, 연료 효율성을 비교하여 자신이 원하는 속성에 가장 근접한 자동차를 선택 (속성 모형 or 란카스터형 접근법)한다.
그 이후에 G, Becker의 시간 분배이론, 전망이론, 소비장 행동 이론, 정보와 공공정책의 다양한 이론들이 나오면서 연구영역의 확대를 가져왔다.

### 소비자 정보론
디지털 사회란 ‘디지털 기술의 발달로 인해 경쟁력의 원천과 인간이 탐구할 대상이 디지털화됨으로써 인간의 주요 활동이 정보통신기술에 의해 제공되는 서비스의 지원을 받아 이루어지는 사회’이다. 디지털 사회가 정보 통신 기술에 의해 제공되는 서비스의 지원을 받는 사회라고 해서 모든 사회 구성원들이 그것을 누릴 수 있는 것은 아니다. 정보 격차란 ‘정보의 접근과 이용이 각 개인마다 다르게 작용하는 정보 불평등 현상’이다. .
미래엔 전자상거래의 확산이 불가피하다. 2012년 12월 CCTV경제채널 올해의 인물 시상식장에서 중국의 최대 전자 상거래 알리바바 회장 마윈과 완다그룹의 완찌엔린이 2020년이 되었을 때 중국의 온라인 전자상거래가 오프라인의 거래액을 초과할 수 있을지에 대한 주제로 두 사람이 1억위안 내기를 벌인 것이다. 온라인 거래와 전통 판매채널간의 흐름에 관련 한 내기이다.
소비자 정보론에서는 디지털 사회에서 소비자 문제, 디지털 사회의 개인정보 보호, 디지털 사회의 소비자 교육, 소비자 정보 시스템과 정보기술 그리고 디지털 사회의 인력 수요와 진로에 대해서 배운다.

## 소비자학의 주변 학문
- 심리학
- 경제학
- 철학